# Filip Horanský
Filip Horanský (* 7. Januar 1993 in Piešťany) ist ein slowakischer Tennisspieler.

## Leben und Karriere
Mit Jozef Kovalík gewann Filip Horanský bei den Olympischen Jugend-Sommerspielen 2010 in Singapur die Bronzemedaille im Doppel. Er gewann mit Jiří Veselý außerdem den Juniorendoppeltitel bei den Australian Open 2011.
Er spielt hauptsächlich auf der ATP Challenger Tour und der ITF Future Tour. Er feierte 2014 drei Einzelsiege auf der Future Tour: im rumänischen Pitești, in Curtea de Argeș und in Mediaș. Horanský gewann 2014 mit der Mannschaft TK Kúpele Piešťany den slowakischen Meistertitel. In der 1. Tennis-Bundesliga spielt er seit 2014 für den Rochusclub Düsseldorf.
Seinen ersten Titel auf der Challenger Tour gewann er im August 2018 in Meerbusch. Im Finale setzte er sich in drei Sätzen gegen den Deutschen Jan Choinski durch. Nach diesem Erfolg gelang ihm mit dem 196. Rang das erste Mal der Sprung in die Top 200 der Weltrangliste.

## Erfolge
| Legende (Anzahl der Siege)  |
| Grand Slam                  |
| ATP World Tour Finals       |
| ATP World Tour Masters 1000 |
| ATP World Tour 500          |
| ATP World Tour 250          |
| ATP Challenger Tour (2)     |

### Einzel

#### Turniersiege
| Nr. | Datum           | Turnier   | Belag | Finalgegner  | Ergebnis       |
| --- | --------------- | --------- | ----- | ------------ | -------------- |
| 1.  | 19. August 2018 | Meerbusch | Sand  | Jan Choinski | 6:77, 6:3, 6:3 |

### Doppel

#### Turniersiege
| Nr. | Datum             | Turnier    | Belag         | Partner            | Finalgegner                            | Ergebnis |
| --- | ----------------- | ---------- | ------------- | ------------------ | -------------------------------------- | -------- |
| 1.  | 13. November 2021 | Bratislava | Hartplatz (i) | Serhij Stachowskyj | Denys Moltschanow Alexander Nedowessow | 6:4, 6:4 |